# Модель, Даниэль
Даниэ́ль Мо́дель (нем. Daniel Model; род. 1960) — швейцарский кёрлингист и предприниматель.
В составе мужской сборной Швейцарии участник двух чемпионатов мира (лучший результат — четвёртое место в 1988) и чемпионата Европы 1991 (бронзовые призёры). Двукратный чемпион Швейцарии среди мужчин.
Играл на позиции четвёртого, был скипом команды.

## Достижения
- Чемпионат Европы по кёрлингу: бронза (1991).
- Чемпионат Швейцарии по кёрлингу среди мужчин: золото (1988, 1990).

## Команды
| Сезон   | Четвёртый      | Третий         | Второй       | Первый           | Запасной            | Турниры                      |
| ------- | -------------- | -------------- | ------------ | ---------------- | ------------------- | ---------------------------- |
| 1987—88 | Даниэль Модель | Бит Стефан     | Михаэль Липс | Рихард Мер       | Даниель Мюллер (ЧМ) | ЧШМ 1988 · ЧМ 1988 (4 место) |
| 1989—90 | Даниэль Модель | Бит Стефан     | Марк Брюггер | Лукас Фанкхаузер |                     | ЧШМ 1990 · ЧМ 1990 (6 место) |
| 1991—92 | Даниэль Модель | Марио Флюкигер | Михаэль Липс | Томас Липс       | Марк Брюггер        | ЧЕ 1991                      |

(скипы выделены полужирным шрифтом)